# 龍涎香醇
龍涎香醇（英文：Ambrein）為芳香物質，被使用於香水工業中。它是龍涎香中最主要的成分，龍涎香是從抹香鯨消化系統中分泌出的。且龍涎香醇也被認為是龍涎香中有所謂春藥功效的可能成分。
它是一種三萜醇。
它曾被發現可作為一種鎮痛藥及在老鼠中發現可用於增加其性行為，後者提供了它作為傳統春藥使用的支持。

## 生物合成

龍涎香醇的生物合成

龍涎香醇的生物合成起始于鲨烯，由鲨烯-藿烯环化酶（SHC）催化其生成单环的3-deoxyachilleol A，之后Tetraprenyl-beta-curcumene synthase（BmeTC）将3-deoxyachilleol A 转化为三环的龍涎香醇